# Platycerium coronarium
Platycerium coronarium (Mull.) Desv., 1827 è una pianta epifita della famiglia Polypodiaceae.

## Descrizione
Come tutte le specie di Platycerium hanno due tipi di fronde: fronde basali e fronde fertili. Le fronde basali sono sterili, lunghe 40–110 , profondamente lobate, con lobi arrotondati all'apice, e formano una lamina spugnosa che aderisce al tronco degli alberi, proteggendo le corte radici. Le fronde fertili, pendule, sono lunghe 50–150 cm, dicotomicamente ramificate. Le spore si sviluppano in grandi strutture carnose reniformi disposte alla base delle foglie fertili, la cui superficie inferiore è densamente coperta da sporangi e peli stellati.

## Distribuzione e habitat
La specie è diffusa in Myanmar, Thailandia, Vietnam, Indonesia, Malaysia, Filippine e Singapore.